# 久木野村 (熊本県阿蘇郡)
久木野村（くぎのむら）は、熊本県阿蘇郡にあった村。2005年2月13日に白水村・長陽村と合併し、南阿蘇村となった。

## 地理
熊本県の東に阿蘇旧火口原の中にあり、南郷谷の中央を東西に流れる白川を境とした南部一帯にある。
- 河川：白川

## 歴史
藩政時代の久木野村は上久木野村・中久木野村・下久木野村があった。明治3年藩政改革による手永庄屋制度の廃止に伴い、これらを合して白川県第11大区第10小区となったが、明治22年の町村制度の実施と共に、大字久石（ひさいし）、大字河陰（かいん）の2区に分って一村として久木野村となった。
2005年2月13日、久木野村・白水村・長陽村の3村で合併、南阿蘇村の一部となり消滅した。

## 地域

### 教育
高等学校
- くまもと清陵高等学校（株式会社立）

中学校
- 久木野村立久木野中学校（現・南阿蘇村立久木野中学校）

小学校
- 久木野村立久木野小学校（現・南阿蘇村立久木野小学校）

## 交通

### 鉄道
村内に鉄道路線はなし。隣接の白水村、長陽村に南阿蘇鉄道高森線が通っている。

### 道路
県道
- 熊本県道28号熊本高森線
- 熊本県道39号矢部阿蘇公園線

## 観光地
- 久木野そば研修センター・そば道場
- あそ望の郷くぎの
- グリーンピア南阿蘇（現・ホテルグリーンピア南阿蘇）
- 熊本県野外劇場 (ASPECTA)